# Bachtschi
Bachtschi (russisch Бахчи, baschkirisch Баҡса) ist ein Dorf (derewnja) in Baschkortostan (Russland) mit 88 Einwohnern. (Stand 2010) Es liegt im Alkinski selsowet.

## Geographie
Der Ort liegt im Tschischminski rajon, 23 Kilometer bzw. 23 Straßenkilometer vom Verwaltungssitz des Rajons, Tschischmy, entfernt. Das Verwaltungszentrum des selsowets, Usytamak, liegt in 4 Kilometern Abstand von Bachtschi und ist damit der nächstgelegene Ort. Die nächste Bahnstation in Alkino ist 5 Kilometer entfernt.

## Bevölkerung
Im Jahr 2010 lebten 88 Menschen im Dorf, die meisten davon (87 %, Stand 2002) Tataren.
| Jahr | Einwohner |
| ---- | --------- |
| 2002 | 68        |
| 2009 | 70        |
| 2010 | 88        |